# Kalstert (Solingen)
Kalstert war eine der Ortslagen und Hofschaften, die ab Ende des 19. Jahrhunderts in der expandierenden Stadt Ohligs aufgingen, die heute ein Stadtteil Solingens ist. 

## Lage und Beschreibung
Kalstert lag an der heutigen Straßenecke Untere Benrather Straße / Elsässer Straße im Westen von Solingen-Ohligs. Südöstlich verläuft die Bahnstrecke Düsseldorf–Solingen, dort befindet sich auch der Haltepunkt Solingen-Vogelpark. Das Gebiet zwischen der nördlich verlaufenden Hildener Straße und den Bahngleisen ist heute ein nahezu geschlossenes gründerzeitliches Wohnquartier, in dem der einstige Ort aufgegangen ist. Benachbarte Ortslagen sind bzw. waren (von Nord nach West): Maubeshaus, Broßhaus, Ohligs, Diepenbruch, Potzhof, Honigsheide, Pannenschoppen, Bauermannsheide, Brabant, Molterkiste und Trotzhilden.

## Etymologie
Wie bei der gleichnamigen Ortslage auf Hildener Stadtgebiet, Kalstert, leitet sich der Ortsname von dem Wort Kalbersterz ab, das Tier- bzw. Kalbschwanz bedeutet. In Hilden bezeichnet das Wort den sich vielfach windenden Verlauf des Itterbachs in diesem Bereich.

## Geschichte
Das Gebiet westlich des heutigen Ohligser Stadtzentrums war noch am Ende des 19. Jahrhunderts nur locker durch einige Ortslagen und Hofschaften besiedelt, darunter auch Kalstert. Im Jahre 1715 ist der Ort in der Karte Topographia Ducatus Montani, Blatt Amt Solingen, von Erich Philipp Ploennies noch nicht, in der Topographischen Aufnahme der Rheinlande von 1824 und der Preußischen Uraufnahme von 1844 unbenannt verzeichnet. Die Charte der Bürgermeisterei Merscheid aus dem Jahr 1830 zeigt den Ort als Kalverstert in der Flur III. Ohligs gelegen.  Kalstert gehörte zur Honschaft Schnittert. In der Topographischen Karte des Regierungsbezirks Düsseldorf von 1871 ist der Ort ebenfalls nur unbenannt verzeichnet.
Nach Gründung der Mairien und späteren Bürgermeistereien Anfang des 19. Jahrhunderts gehörte Kalstert zur Bürgermeisterei Merscheid, die 1856 zur Stadt erhoben und im Jahre 1891 in Ohligs umbenannt wurde.
1815/16 lebten 23 Menschen im Wohnplatz. 1832 war der Ort unter dem Namen Kalferstert weiterhin Teil der Honschaft Schnittert innerhalb der Bürgermeisterei Merscheid. Der nach der Statistik und Topographie des Regierungsbezirks Düsseldorf als Hofstadt kategorisierte Ort besaß zu dieser Zeit neun Wohnhäuser und sechs landwirtschaftliche Gebäude mit 44 Einwohnern, davon fünf katholischen und 39 evangelischen Bekenntnisses.
Dem war 1867 die Eröffnung eines Bahnhofes auf freiem Feld bei Hüttenhaus vorausgegangen, des Bahnhofes Ohligs-Wald, der heute den Namen Solingen Hauptbahnhof trägt. Die nahegelegene größere Hofschaft Ohligs gewann an Bedeutung und entwickelte sich infolge der Nähe zu dem Bahnhof zu einem der Siedlungszentren in der Stadt Merscheid. Viele umliegende Ortslagen und Hofschaften verloren ihre solitäre Lage und gingen in der sich ausbreitenden geschlossenen gründerzeitlichen Bebauung der Stadt vollständig auf.:113 So auch Kalstert, das 1875 in der Karte vom Kreise Solingen aus dem Jahr 1875 noch als einzelne Ortslage und als Kalbesterz benannt verzeichnet, in der Preußischen Neuaufnahme von 1893 aber bereits in der zusammenhängenden Bebauung aufgegangen ist. Die Bahnstrecke Düsseldorf–Ohligs wurde auf dem Abschnitt von Hilden bis Ohligs im Jahre 1894 fertiggestellt. Sie zweigt bei Kottendorf von der Bahnstrecke nach Haan ab und führt unmittelbar südöstlich an Kalstert vorbei. Sie diente seit 1979/80 ausschließlich dem S-Bahn-Verkehr, wird seit Dezember 2022 aber auch vom Düssel-Wupper-Express befahren. 
Mit der Städtevereinigung zu Groß-Solingen im Jahre 1929 wurde der Ort nach Solingen eingemeindet. Die Ortsbezeichnung ist nicht mehr im Stadtplan verzeichnet und auch nicht mehr gebräuchlich.